# Hebban
Hebban is een Nederlandstalige sociaalnetwerksite voor boekenliefhebbers. Leden kunnen onder andere aangeven welke boeken ze gelezen hebben, hoeveel sterren (van 0 tot 5) ze het boek toekennen, recensies schrijven, hun top-25 opstellen, andere lezers volgen en deelnemen aan leesclubs.
De website is opgericht in 2014. Sinds eind 2020 is de Stichting Collectieve Propaganda van het Nederlandse Boek (CPNB) eigenaar van Hebban.
Hebban had in 2022 200.000 leden en in 2024 meer dan 250.000 leden en meer dan 600.000 maandelijkse bezoekers en geldt daarmee als de populairste boekensite van Nederland.

## Prijzen
Hebban reikt jaarlijks twee prijzen uit:
- de Hebban Debuutprijs
- de Hebban Thrillerprijs